# Eerste Kamerverkiezingen 2015/Kandidatenlijst/ChristenUnie
De kandidatenlijst van de ChristenUnie voor de Eerste Kamerverkiezingen 2015 werd op 30 april 2015 definitief vastgesteld door het centraal stembureau voor deze verkiezingen.
1. Roel Kuiper (m) Amsterdam
2. Peter Ester (m) Baarn
3. Mirjam Bikker (v) Utrecht
4. Herman Sietsma (m) Ermelo
5. Beatrice de Graaf (v) Utrecht
6. Martijn van Meppelen Scheppink (m) Barendrecht
7. Hendrik-Jan Talsma (m) 's-Gravenhage
8. Gerdien Rots (v) Zwolle
9. Kees van Kranenburg (m) Driebergen-Rijsenburg
10. Jacqueline Koops-Scheele (v) Amstelveen

VVD · PVV · CDA · D66 · GroenLinks · SP · PvdA · ChristenUnie · Partij voor de Dieren · 50PLUS · SGP · OSF